# Moca Illit
Moca Illit (hebr. מוצא עילית; pol. Górna Moca) – wieś położona w samorządzie regionu Matte Jehuda, w Dystrykcie Jerozolimy, w Izraelu.
Leży w górach Judzkich w odległości około 2 km na zachód od Jerozolimy, w otoczeniu miejscowości Mewasseret Cijjon, moszawu Bet Zajit i jerozolimskiego osiedla Moca.

## Historia
Osada została założona w 1933 przez żydowskich mieszkańców pobliskiej jerozolimskiej dzielnicy Moca. Pierwotnie był to moszaw, który później przekształcił się w wieś.

## Gospodarka
Swoją siedzibę ma tutaj firma Israelimages.com - Pictures of Israel, prowadząca znany izraelski społecznościowy portal internetowy.

## Komunikacja
Przy wiosce przebiega autostrada nr 1  (Tel Awiw–Jerozolima).

## Osoby związane z wioską
- Pamela Silver - malarka, od 2005 mieszka w Moca Illit, wystawia swoje prace w galeriach na całym świecie[2].